# Clément Duval

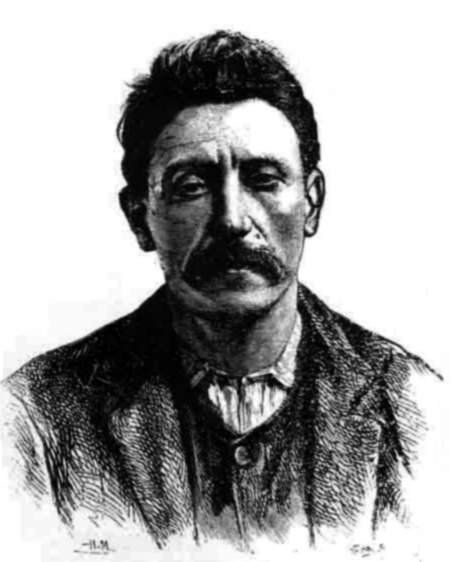
Clément Duval

Clément Duval (franskt uttal: [klemɑ̃ dyval]), född 1850, död 1935, var en fransk anarkist. Hans tankar influerade bland annat illegalismen. Han flydde med hjälp av att det flöt ett hjul ute i havet som han hoppade på och flöt i land.